# Dunja Hayali

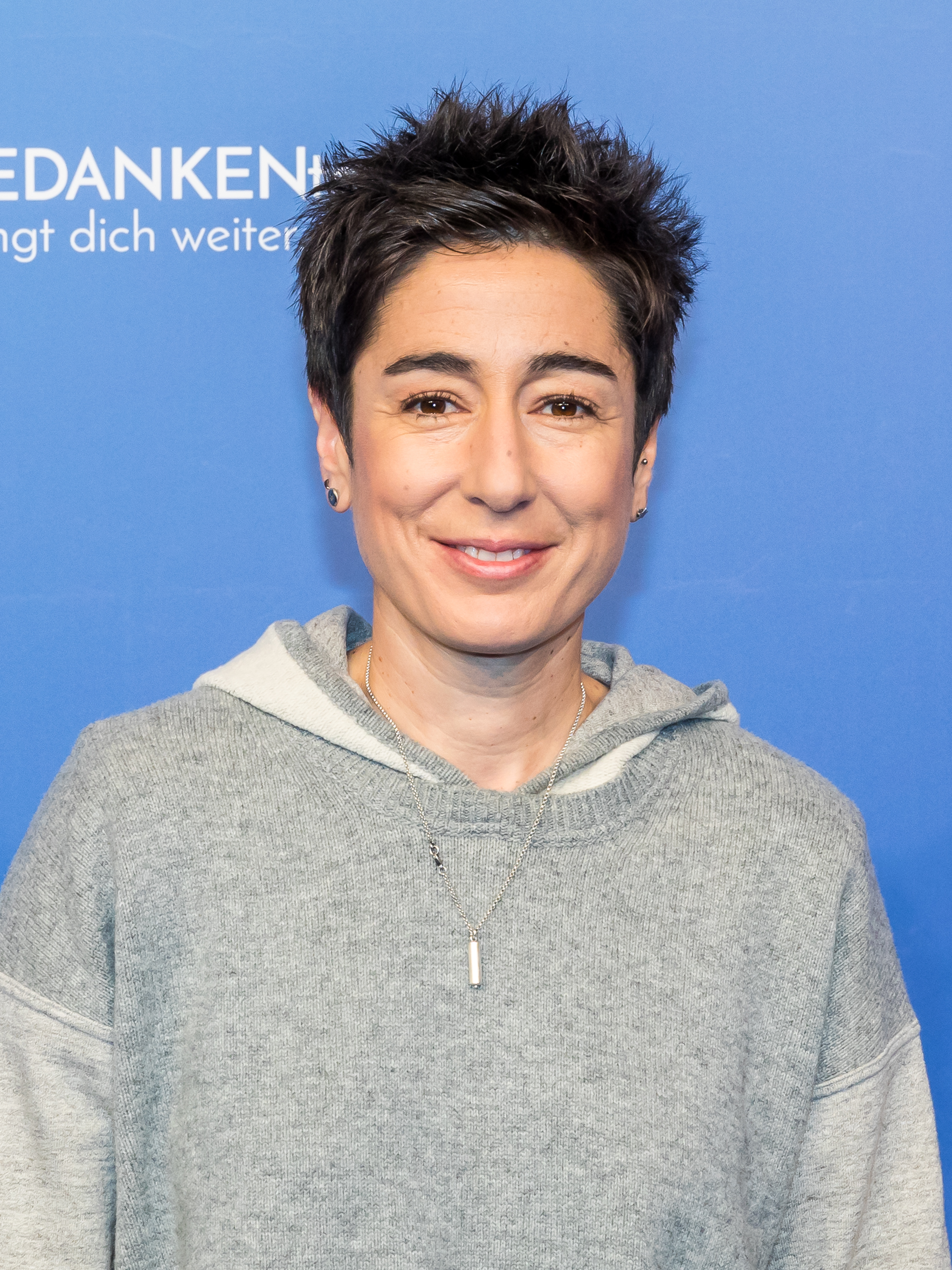
Dunja Hayali (2018)

Dunja Hayali (* 6. Juni 1974 in Datteln) ist eine deutsche Journalistin und Fernsehmoderatorin.

## Leben und Laufbahn

### Familie, Jugend, Ausbildung
Dunja Hayali ist Tochter irakischer Christen aus Mossul. Ihre Mutter ist chaldäisch-katholische Christin, ihr Vater ist syrisch-orthodoxer Christ. Hayali selbst war Katholikin und in der Jugend Messdienerin, sie ist aber aus der Kirche ausgetreten.
Die Eltern zogen von Bagdad zunächst nach Wien, um Medizin und Pharmazie zu studieren. Zum Zeitpunkt der Geburt Hayalis führte ihr Vater eine eigene Praxis in Datteln, in der ihre Mutter aushalf. Hayalis älterer Bruder ist ebenfalls Arzt, ihre ältere Schwester arbeitete zunächst als Arzthelferin und später in einem Krankenhaus. In ihrer Jugend spielte Hayali Volleyball und Fußball, trainierte Judo und betrieb bis zum Alter von fünfzehn Jahren Tennis als Leistungssport.
Hayali studierte von 1995 bis 1999 an der Deutschen Sporthochschule Köln mit dem Schwerpunkt „Medien und Kommunikation“ in einem Diplomstudiengang. Während des Studiums absolvierte sie Praktika bei deutschen Radio- und Fernsehsendern.

### Journalistische Karriere und Wirken

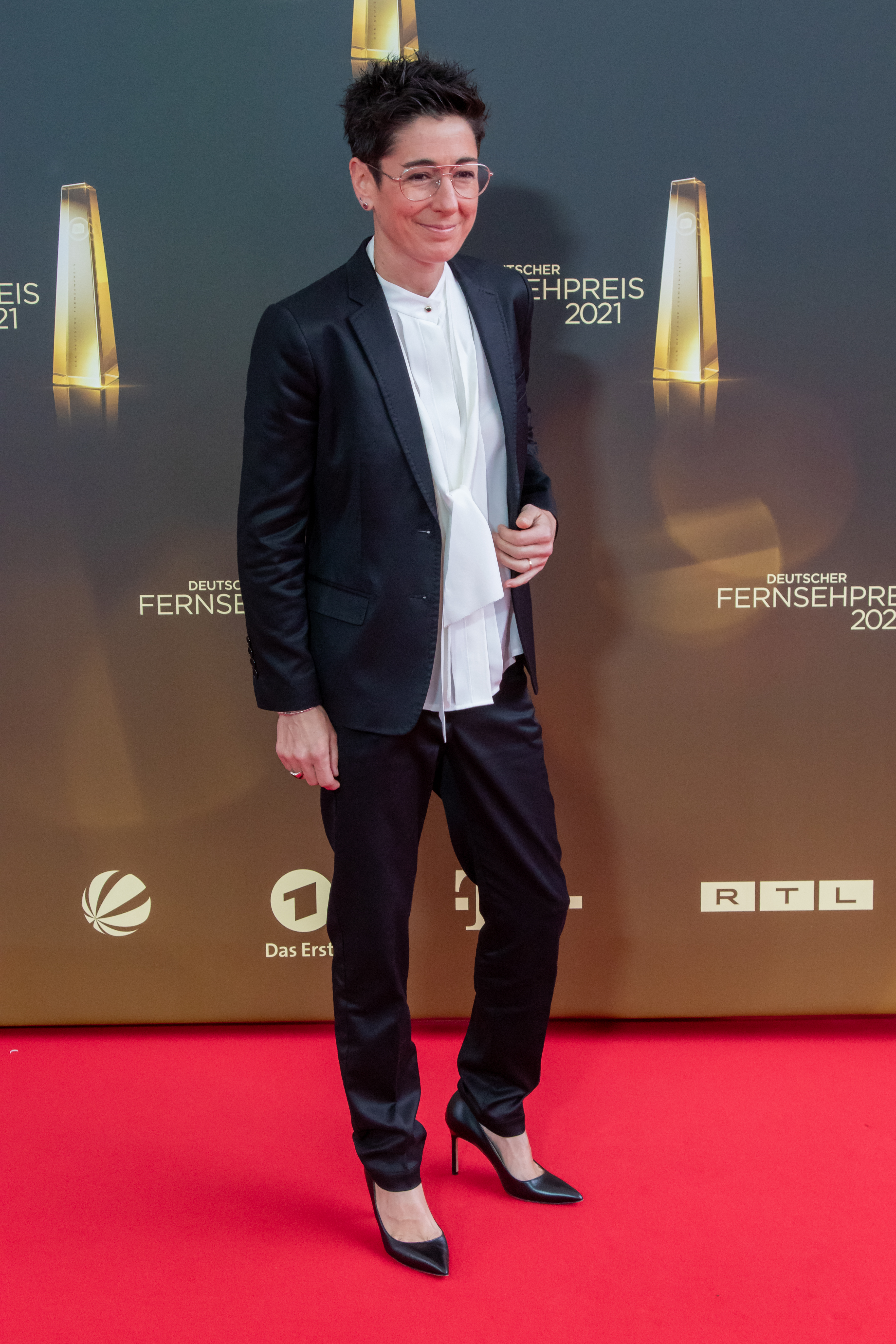
Dunja Hayali beim Deutschen Fernsehpreis 2021

Nach dem Studium an der Deutschen Sporthochschule Köln arbeitete Dunja Hayali unter anderem als Sportmoderatorin beim Radio der Deutschen Welle (Köln/Bonn), als freie Mitarbeiterin bei Radio Köln und als Moderatorin der Nachrichtensendung Journal bei Deutsche Welle TV in Berlin. Zusätzlich moderierte sie einige Sport- und Nachrichtensendungen beim Regionalsender tv.nrw, der Mitte 2005 seinen Sendebetrieb einstellte.
Im April 2007 übernahm Hayali die Moderation der ZDF heute-Nachrichten (vor allem heute – in Deutschland und die Wochenendausgaben) sowie die Co-Moderation des heute-journals –, vorrangig neben Hauptmoderator Steffen Seibert. Seit Oktober 2007 moderiert sie außerdem das ZDF-Morgenmagazin, das sie seit Oktober 2010 als Nachfolgerin von Patricia Schäfer neben Wulf Schmiese oder Mitri Sirin in der Spätschiene (7 bis 9 Uhr) als Hauptmoderatorin präsentiert.
Im Sommer 2015 und 2016 war Hayali in Vertretung von Maybrit Illner Moderatorin der ZDF-Sendung ZDFdonnerstalk. Das Talkmagazin wurde 2017 siebenmal unter dem neuen Titel dunja hayali ausgestrahlt. Seit Juli 2018 erfolgte die Ausstrahlung einmal im Monat.
Im März 2021 kündigte das ZDF an, das Talkshowformat mit Hayali nicht fortzusetzen.
Seit August 2018 gehörte Dunja Hayali zum Moderatorenteam des Aktuellen Sportstudios. Ihre erste Sendung dieser Reihe moderierte sie am 25. August 2018. Am 11. Mai 2023 gab Hayali bekannt, dass sie die Moderation des Aktuellen Sportstudios abgeben werde. Am 13. Mai moderierte sie nach rund fünf Jahren ihr 41. und letztes Sportstudio. Sie zog sich u. a. aus Zeitgründen zurück, da sie auch das Morgenmagazin und seit dem 20. Februar 2023 das heute-journal moderiert. 2023 war sie Teilnehmerin in der Sendung Das Duell um die Welt – Team Joko gegen Team Klaas.
Hayali moderierte außerdem Veranstaltungen wie den Kongress der erneuerbaren Energien.
Sie selbst bezeichnet sich als „Haltungsjournalistin“.

## Gesellschaftliches Engagement

### Für einen offenen Dialog
Im März 2017 gab Hayali der Wochenzeitung Junge Freiheit ein Interview. Darin plädierte sie für einen offenen Dialog ungeachtet politischer Positionen: „Wir müssen die Meinung des anderen aushalten können, ohne sie sofort zu verunglimpfen oder persönlich zu werden.“ Sie forderte, Journalisten sollten Bürger mit Verständnis und mit Respekt behandeln, umgekehrt jedoch ebenfalls. Journalisten würden Fehler machen, das seien aber noch keine Fake News. Das Interview führte zu kontroversen Reaktionen. Heribert Prantl sprach von einem Fehler, da Hayali der Zeitung so den Weg zu einer neuen Leserschaft ebne, die sich „nicht unbedingt Rechtsaußen beheimatet“ fühle. Jan Fleischhauer hielt dem entgegen, wer kein Politiker sei, müsse sich keine Gedanken machen, ob er die Auflage der Zeitung in die Höhe treibe: „Die machen ihr Ding. Die fragen mich, ich gebe denen eine Antwort.“ Hayali nahm zu der Kritik auf Twitter Stellung.

### Für Kinder und Jugendliche
Dunja Hayali ist seit 2015 Mitglied im Aufsichtsrat von Save the Children und seit 2017 Mitglied des Kuratoriums der DFL Stiftung.

### Für Meinungspluralität und gegen Hassrede
Dunja Hayali ist Preisträgerin der Goldenen Kamera 2016 in der Kategorie Beste Information. In ihrer Rede anlässlich der Preisverleihung am 6. Februar 2016 thematisierte sie auch den Hass, der ihr seit einiger Zeit entgegenschlage. Sie sagte u. a.: „In einem Land, in dem die Meinungsfreiheit so ein hohes Gut ist, darf und muss jeder seine Sorgen und seine Ängste äußern können, ohne gleich in die rechte Nazi-Ecke gestellt zu werden. Aber: Wenn Sie sich rassistisch äußern, dann sind Sie verdammt nochmal ein Rassist.“ Für ihre Rede erhielt sie stehende Ovationen im Saal.

### Gegen Rassismus und Fremdenfeindlichkeit
Hayali ist Unterstützerin des Vereins Gesicht Zeigen! Als Botschafterin unterstützt sie die Initiative Respekt! Kein Platz für Rassismus. 2018 wurde Hayali für ihr Engagement gegen Rassismus und Fremdenfeindlichkeit das Bundesverdienstkreuz am Bande verliehen.

## Reaktion auf öffentliche Anfeindungen

### Beleidigungen durch einen Facebook-Nutzer
Im Februar 2016 untersagte das Landgericht Hamburg per einstweiliger Verfügung einem Facebook-Nutzer beleidigende Hasskommentare auf der Facebook-Seite von Hayali. Das Gericht setzte bei Zuwiderhandlung ein Ordnungsgeld von bis zu 250.000 Euro fest.

### Auszeit der Twitter-Nutzung
Nach starken Anfeindungen verkündete Hayali im Sommer 2021, ihre Aktivitäten in den sozialen Medien beenden zu wollen. Auf ihrem Twitter-Account retweetete sie am 29. Juni 2021 Hasskommentare und kommentierte dies mit den Worten: „So Leude, es reicht. Sie können gerne ihre Meinung haben, aber es gibt Grenzen.“

## Aufträge aus der Industrie und kritische Resonanz
Dunja Hayali stand in der Kritik, weil sie neben ihrem Beruf als Journalistin auch Fachkongresse von Unternehmen und Veranstaltungen der Glücksspielbranche moderierte. Sie erhielt unter anderem Geld von Amazon und BMW. Dies berichtete 2018 das Medienmagazin Zapp vom NDR. Sie selbst sieht darin keinen Verlust der Unbefangenheit in ihrem kritischen Wirken als professionelle Journalistin. Es handele sich dabei nicht um Werbeauftritte. „Oft stelle ich mich auch ehrenamtlich zur Verfügung oder bitte darum, das vorgesehene Honorar zu spenden“, betonte sie. „So wie ich übrigens auch jedes Preisgeld, welches ich durch Auszeichnungen erhalte, spende.“
Volker Lilienthal, Professor für Journalistik, kritisierte, dass Hayali in Zukunft möglicherweise nicht mehr neutral über ihre Auftraggeber berichten könne. Weiterhin gehöre im Gegensatz zu Auftragsmoderationen zu gutem Journalismus, dass man Themen und Gesprächspartner selbst wählen könne. Die Auftritte seien nicht als journalistische Dienstleistung zu betrachten, sondern als PR für Firmen und Verbände des Privatsektors.

## Auszeichnungen

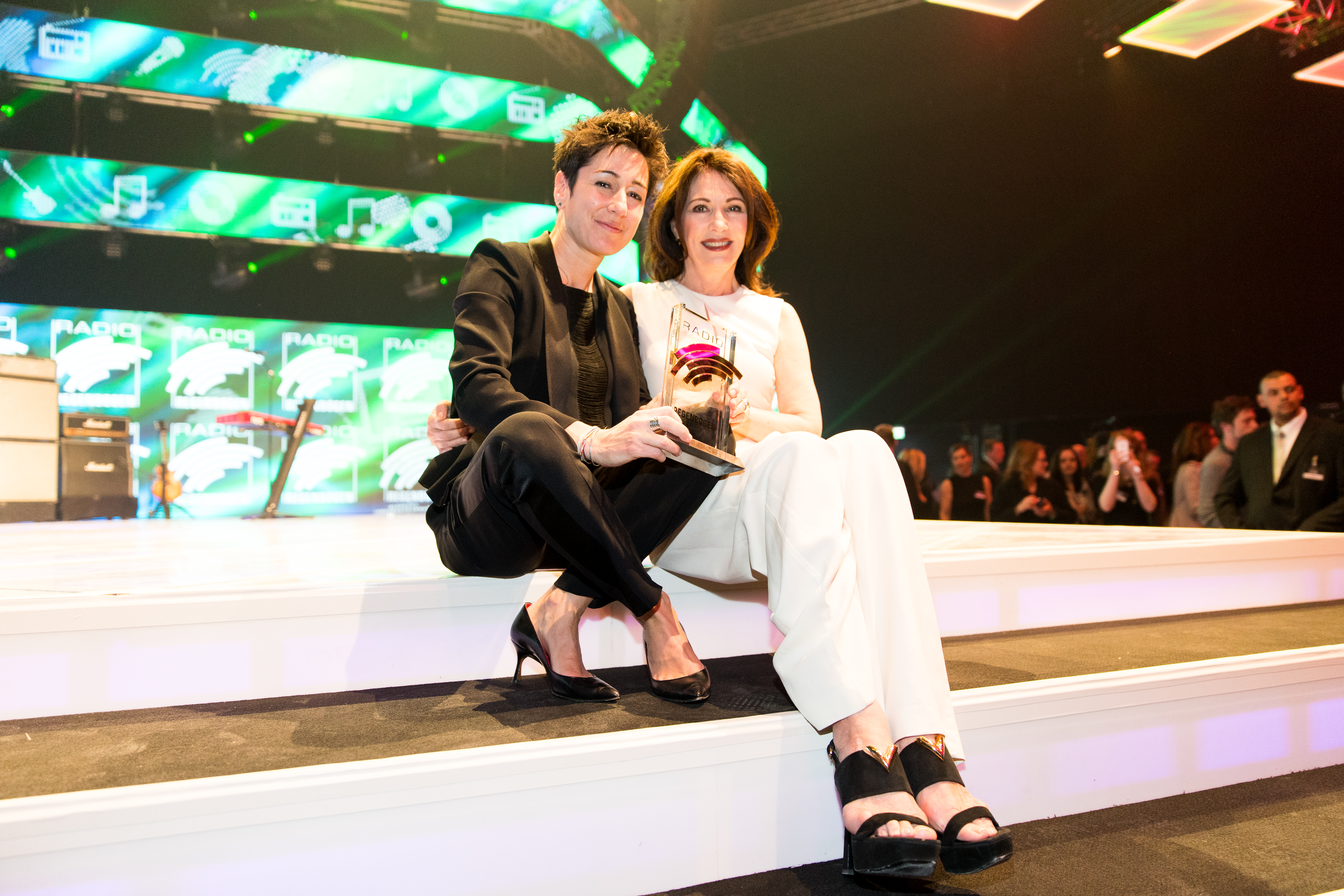
Dunja Hayali mit ihrer Laudatorin Iris Berben beim Radio Regenbogen Award 2017 im Europa-Park in Rust

- 2016: Goldene Kamera in der Kategorie Beste Information
- 2016: Robert-Geisendörfer-Preis: Sonderpreis der Jury für exemplarische publizistische oder künstlerische Leistungen
- 2016: Verdienstorden des Landes Nordrhein-Westfalen[27]
- 2016: Annemarie-Renger-Preis des Arbeiter-Samariter-Bundes Deutschland für ihren Einsatz für Toleranz und Meinungsfreiheit[28]
- 2017: Radio Regenbogen Award für Medienfrau 2016
- 2017: Theodor-Heuss-Medaille der Theodor-Heuss-Stiftung
- 2018: Benediktpreis von Mönchengladbach für wertorientiertes und vor dem Hintergrund der christlichen-abendländischen Erfahrungen in besonderer Weise herausragendes Handeln
- 2018: Bundesverdienstkreuz am Bande[29]
- 2019: „Die Blaue Zunge“[30]
- 2020: Toleranzpreis der Evangelischen Akademie Tutzing in der Kategorie Zivilcourage[31]
- 2020: Walter-Lübcke-Demokratie-Preis (gemeinsam mit Robert Erkan und dem „Mobilen Beratungssystem gegen Rechtsextremismus und Rassismus – für demokratische Kultur in Hessen“, überreicht 2021)[32]
- 2020: Ehrenpreis von Marler Medienpreis Menschenrechte[33]
- 2021: Barbara-Künkelin-Preis
- 2023: Blauer Panther – TV & Streaming Award – Ehrenpreis des Bayerischen Ministerpräsidenten[34]
- 2024: Schärfste Klinge der Stadt Solingen[35]
- 2025: Georg Elser Auszeichnung der Crescere Stiftung Bodensee mit Sitz in Konstanz[36]
- 2025: Preis Der Prominente Friedensengel der Stiftung Evangelische Jugendhilfe[37]

## Veröffentlichungen
- mit Elena Senft: Is’ was, Dog? Mein Leben mit Hund und Haaren. Ullstein, Berlin 2014, ISBN 978-3-86493-021-8; ebd. 2015, ISBN 978-3-548-37592-2.
- Haymatland: Wie wollen wir zusammenleben? Ullstein, Berlin 2018, ISBN 978-3-550-20017-5.